# Trigonopterus
Trigonopterus es un género de gorgojos (Curculionidae) de la subfamilia Cryptorhynchinae. Se encuentran en una zona que incluye Sumatra, Samoa,  Filipinas y Nueva Caledonia.
Las especies habitan principalmente bosques primarios de la costa. Se encuentran en la capa de hojarasca. Tienen gran tendencia al endemismo. Su defensa primaria contra depredadores es aparentar estar muertos.
Se han descrito 90 especies hasta marzo de 2013, en un trabajo que estaba de acuerdo con estudios previos. Quedan muchas especies por describir. En noviembre de 2019, había 451 especies descritas.

## Especies
- Trigonopterus abnormis
- Trigonopterus acuminatus
- Trigonopterus adspersus
- Trigonopterus aeneipennis
- Trigonopterus aeneomicans
- Trigonopterus aeneoniveus
- Trigonopterus aeneus
- Trigonopterus aequalis
- Trigonopterus agathis
- Trigonopterus agilis
- Trigonopterus alaspurwensis
- Trigonopterus albidosparsus
- Trigonopterus albopunctatus
- Trigonopterus allopatricus
- Trigonopterus allotopus
- Trigonopterus ambangensis
- Trigonopterus ampanensis
- Trigonopterus amphoralis
- Trigonopterus ampliatus
- Trigonopterus amplipennis
- Trigonopterus analis
- Trigonopterus ancoruncus
- Trigonopterus angulatus
- Trigonopterus angulicollis
- Trigonopterus angustus
- Trigonopterus anthracinus
- Trigonopterus anthrax
- Trigonopterus apicalis
- Trigonopterus arachnobas
- Trigonopterus argopurensis
- Trigonopterus arjunensis
- Trigonopterus armatus
- Trigonopterus armipes
- Trigonopterus artemis
- Trigonopterus ascendens
- Trigonopterus asper
- Trigonopterus asterix
- Trigonopterus attenboroughi
- Trigonopterus atuf
- Trigonopterus augur
- Trigonopterus bakeri
- Trigonopterus baliensis
- Trigonopterus balimensis
- Trigonopterus barbipes
- Trigonopterus basalis
- Trigonopterus basimaculatus
- Trigonopterus batukarensis
- Trigonopterus bawangensis
- Trigonopterus bicolor
- Trigonopterus biguttatoides
- Trigonopterus biguttatus
- Trigonopterus binodulus
- Trigonopterus binotatus
- Trigonopterus bonthainensis
- Trigonopterus bornensis
- Trigonopterus bryani
- Trigonopterus caesipes
- Trigonopterus cahyoi
- Trigonopterus carinatus
- Trigonopterus carinirostris
- Trigonopterus castaneipennis
- Trigonopterus caudatus
- Trigonopterus celebensis
- Trigonopterus chewbacca
- Trigonopterus cirripes
- Trigonopterus conformis
- Trigonopterus conicus
- Trigonopterus constrictus
- Trigonopterus convexus
- Trigonopterus coriarius
- Trigonopterus costatulus
- Trigonopterus costatus
- Trigonopterus costicollis
- Trigonopterus costipennis
- Trigonopterus crassicornis
- Trigonopterus crenulatus
- Trigonopterus cribratus
- Trigonopterus cribricollis
- Trigonopterus cricki
- Trigonopterus crinipes
- Trigonopterus cuneatus
- Trigonopterus cuneipennis
- Trigonopterus cuprescens
- Trigonopterus cupreus
- Trigonopterus curtus
- Trigonopterus curvipes
- Trigonopterus cyclopensis
- Trigonopterus dacrycarpi
- Trigonopterus darwini
- Trigonopterus dehiscens
- Trigonopterus delapan
- Trigonopterus densatus
- Trigonopterus dentipes
- Trigonopterus dentirostris
- Trigonopterus diengensis
- Trigonopterus difficilis
- Trigonopterus difformis
- Trigonopterus dilaticollis
- Trigonopterus dimorphus
- Trigonopterus discoidalis
- Trigonopterus disruptus
- Trigonopterus diversicollis
- Trigonopterus dromedarius
- Trigonopterus dua
- Trigonopterus duabelas
- Trigonopterus durus
- Trigonopterus ebriosus
- Trigonopterus echinatus
- Trigonopterus echinus
- Trigonopterus edaphus
- Trigonopterus ejaculatorius
- Trigonopterus ellipticus
- Trigonopterus empat
- Trigonopterus enam
- Trigonopterus ephippiatus
- Trigonopterus eremitus
- Trigonopterus euops
- Trigonopterus evanidus
- Trigonopterus femoralis
- Trigonopterus femoridens
- Trigonopterus ferrugineus
- Trigonopterus fissitarsis
- Trigonopterus flavomaculatus
- Trigonopterus florensis
- Trigonopterus foveatus
- Trigonopterus fulgidus
- Trigonopterus fulvicornis
- Trigonopterus fuscipes
- Trigonopterus fusiformis
- Trigonopterus gedensis
- Trigonopterus gibbirostris
- Trigonopterus glaber
- Trigonopterus globatus
- Trigonopterus gonatoceros
- Trigonopterus gracilipes
- Trigonopterus grandicollis
- Trigonopterus granum
- Trigonopterus halimunensis
- Trigonopterus hassleri
- Trigonopterus heberti
- Trigonopterus helios
- Trigonopterus heteropunctatus
- Trigonopterus hirsutus
- Trigonopterus hitoloorum
- Trigonopterus honestus
- Trigonopterus honjensis
- Trigonopterus humeralis
- Trigonopterus humilis
- Trigonopterus hypocrita
- Trigonopterus idefix
- Trigonopterus ijensis
- Trigonopterus illex
- Trigonopterus illitus
- Trigonopterus imitatus
- Trigonopterus impar
- Trigonopterus impressicollis
- Trigonopterus incendium
- Trigonopterus inclusus
- Trigonopterus incognitus
- Trigonopterus indigenus
- Trigonopterus inflatus
- Trigonopterus inhonestus
- Trigonopterus insignis
- Trigonopterus insignoides
- Trigonopterus insularis
- Trigonopterus interpositus
- Trigonopterus invalidus
- Trigonopterus irregularis
- Trigonopterus ixodiformis
- Trigonopterus jasminae
- Trigonopterus javensis
- Trigonopterus jekelii
- Trigonopterus kalimantanensis
- Trigonopterus kanawiorum
- Trigonopterus katayoi
- Trigonopterus kintamanensis
- Trigonopterus klabatensis
- Trigonopterus klatakanensis
- Trigonopterus kolakensis
- Trigonopterus kotamobagensis
- Trigonopterus koveorum
- Trigonopterus kumbang
- Trigonopterus kurulu
- Trigonopterus kuscheli
- Trigonopterus laetus
- Trigonopterus laevigatus
- Trigonopterus lampros
- Trigonopterus lampungensis
- Trigonopterus laratensis
- Trigonopterus latipennis
- Trigonopterus latipes
- Trigonopterus lekiorum
- Trigonopterus lescheni
- Trigonopterus lima
- Trigonopterus lineatus
- Trigonopterus lineellus
- Trigonopterus lombokensis
- Trigonopterus lompobattangensis
- Trigonopterus luwukensis
- Trigonopterus maculatus
- Trigonopterus mahawuensis
- Trigonopterus manadensis
- Trigonopterus mangkutanensis
- Trigonopterus matalibaruensis
- Trigonopterus melas
- Trigonopterus merophysioides
- Trigonopterus merubetirensis
- Trigonopterus mesai
- Trigonopterus mesehensis
- Trigonopterus micans
- Trigonopterus micros
- Trigonopterus mimicus
- Trigonopterus minutus
- Trigonopterus misellus
- Trigonopterus moatensis
- Trigonopterus modoindingensis
- Trigonopterus monticola
- Trigonopterus montivagus
- Trigonopterus moreaorum
- Trigonopterus morokensis
- Trigonopterus myops
- Trigonopterus nangiorum
- Trigonopterus nanus
- Trigonopterus nasutus
- Trigonopterus neglectus
- Trigonopterus nitidulus
- Trigonopterus nothofagorum
- Trigonopterus obelix
- Trigonopterus oblitus
- Trigonopterus oblongus
- Trigonopterus obnixus
- Trigonopterus obsidianus
- Trigonopterus obsoletus
- Trigonopterus ocladiiformis
- Trigonopterus ovalipunctatus
- Trigonopterus ovatulus
- Trigonopterus ovatus
- Trigonopterus oviformis
- Trigonopterus pagaranganensis
- Trigonopterus palawanensis
- Trigonopterus palopensis
- Trigonopterus pangandaranensis
- Trigonopterus paraflorensis
- Trigonopterus pararugosus
- Trigonopterus parasumbawensis
- Trigonopterus parumsquamosus
- Trigonopterus parvulus
- Trigonopterus parvus
- Trigonopterus paucisquamosus
- Trigonopterus pauper
- Trigonopterus pauxillus
- Trigonopterus payungensis
- Trigonopterus pembertoni
- Trigonopterus pendolensis
- Trigonopterus perpolitus
- Trigonopterus phoenix
- Trigonopterus pilosipes
- Trigonopterus plicicollis
- Trigonopterus politoides
- Trigonopterus politus
- Trigonopterus porcatus
- Trigonopterus porg
- Trigonopterus posoensis
- Trigonopterus prismae
- Trigonopterus procurtus
- Trigonopterus proximus
- Trigonopterus pseudallotopus
- Trigonopterus pseudinsignis
- Trigonopterus pseudoflorensis
- Trigonopterus pseudogranum
- Trigonopterus pseudonasutus
- Trigonopterus pseudosumbawensis
- Trigonopterus pseudovatulus
- Trigonopterus ptolycoides
- Trigonopterus pulchellus
- Trigonopterus pulicaris
- Trigonopterus pullus
- Trigonopterus punctatoseriatus
- Trigonopterus puncticollis
- Trigonopterus punctulatus
- Trigonopterus pusillus
- Trigonopterus quadrimaculatus
- Trigonopterus ragaorum
- Trigonopterus ranakensis
- Trigonopterus relictus
- Trigonopterus reticulatus
- Trigonopterus rhinoceros
- Trigonopterus rhomboidalis
- Trigonopterus rinjaniensis
- Trigonopterus roensis
- Trigonopterus rostralis
- Trigonopterus rotundatus
- Trigonopterus rotundulus
- Trigonopterus rubiginosus
- Trigonopterus rubripennis
- Trigonopterus rudis
- Trigonopterus rufibasis
- Trigonopterus rufipennis
- Trigonopterus rufipes
- Trigonopterus rufipterus
- Trigonopterus rufithorax
- Trigonopterus rugosostriatus
- Trigonopterus rugosus
- Trigonopterus rutengensis
- Trigonopterus saltator
- Trigonopterus salubris
- Trigonopterus samoanus
- Trigonopterus sampunensis[5]
- Trigonopterus santubongensis
- Trigonopterus sasak
- Trigonopterus satu
- Trigonopterus scabrosus
- Trigonopterus scaphiformis
- Trigonopterus scaphioides
- Trigonopterus scharfi
- Trigonopterus schulzi
- Trigonopterus scissops
- Trigonopterus scitulus
- Trigonopterus sculptirostris
- Trigonopterus sculpturatus
- Trigonopterus sebelas
- Trigonopterus seclusus
- Trigonopterus sejunctus
- Trigonopterus selaruensis
- Trigonopterus selayarensis
- Trigonopterus sellatus
- Trigonopterus sembilan
- Trigonopterus semicribrosus
- Trigonopterus semirubrus
- Trigonopterus sepuluh
- Trigonopterus seriatus
- Trigonopterus serratifemur
- Trigonopterus serratipes
- Trigonopterus seticnemis
- Trigonopterus setifer
- Trigonopterus setipoides
- Trigonopterus setipus
- Trigonopterus sexmaculatus
- Trigonopterus signicollis
- Trigonopterus silaliensis
- Trigonopterus silvestris
- Trigonopterus similis
- Trigonopterus simulans
- Trigonopterus singkawangensis
- Trigonopterus singularis
- Trigonopterus sinuatus
- Trigonopterus soiorum
- Trigonopterus solidus
- Trigonopterus sordidus
- Trigonopterus squalidus
- Trigonopterus squamirostris
- Trigonopterus squamosus
- Trigonopterus striatipennis
- Trigonopterus striatus
- Trigonopterus strigatus
- Trigonopterus strombosceroides
- Trigonopterus subglabratus
- Trigonopterus submetallicus
- Trigonopterus subrubricollis
- Trigonopterus sulawesiensis
- Trigonopterus sulcatus
- Trigonopterus sumatrensis
- Trigonopterus sumbawensis
- Trigonopterus sundaicus
- Trigonopterus suturaelevata
- Trigonopterus suturalis
- Trigonopterus suturatus
- Trigonopterus syarbis
- Trigonopterus taenzleri
- Trigonopterus talpa
- Trigonopterus tanimbarensis
- Trigonopterus taurekaorum
- Trigonopterus telagensis
- Trigonopterus tepalensis
- Trigonopterus tialeorum
- Trigonopterus tibialis
- Trigonopterus tiga
- Trigonopterus tridentatus
- Trigonopterus trigonopterus
- Trigonopterus triradiatus
- Trigonopterus tujuh
- Trigonopterus ujungkulonensis
- Trigonopterus unicolor
- Trigonopterus uniformis
- Trigonopterus vandekampi
- Trigonopterus vanus
- Trigonopterus variabilis
- Trigonopterus variolosus
- Trigonopterus velaris
- Trigonopterus verrucosus
- Trigonopterus violaceus
- Trigonopterus viridescens
- Trigonopterus vossi
- Trigonopterus vulcanicus
- Trigonopterus wallacei
- Trigonopterus wamenaensis
- Trigonopterus wariorum
- Trigonopterus wolffi
- Trigonopterus yoda
- Trigonopterus zonatus
- Trigonopterus zygops